# Gollenberg (bei Birkenfeld)
Gollenberg ist eine Ortsgemeinde im Landkreis Birkenfeld in Rheinland-Pfalz. Sie gehört der Verbandsgemeinde Birkenfeld an.

## Geographie
Das Dorf liegt am Rande des Schwarzwälder Hochwalds im Hunsrück. Im Süden befinden sich Birkenfeld und Ellenberg, im Westen Rinzenberg und nördlich liegt Oberhambach.

## Geschichte
Gollenberg wurde 1415 erstmals als „Gulderberg“ urkundlich erwähnt. In den 1920er Jahren wurde in der Nähe des Ortes nach Pyrit geschürft, der Abbau wurde jedoch bald wieder eingestellt. Von 1934 bis 1952 waren Gollenberg und das benachbarte Ellenberg in der Gemeinde Gollenberg-Ellenberg vereinigt.
Bevölkerungsentwicklung
Die Entwicklung der Einwohnerzahl von Gollenberg, die Werte von 1871 bis 1987 beruhen auf Volkszählungen:
| Jahr | Einwohner |
| 1815 | 121       |
| 1835 | 157       |
| 1871 | 137       |
| 1905 | 128       |
| 1939 | 96        |
| 1950 | 92        |

| Jahr | Einwohner |
| 1961 | 116       |
| 1970 | 120       |
| 1987 | 130       |
| 1997 | 132       |
| 2005 | 136       |
| 2023 | 113       |

## Politik

### Bürgermeister
Ralf Simon wurde 2009 Ortsbürgermeister von Gollenberg. Bei der Direktwahl im Mai 2019 wurde er für weitere fünf Jahre in seinem Amt bestätigt.
Simons Vorgänger Gunter Fetzer hatte das Amt 35 Jahre ausgeübt.
Simon wurde im Juni 2024 wiedergewählt.

### Wappen
Die Blasonierung des Wappens lautet: „In schräglinks geteiltem Schild vorne rot-silbern geschacht, hinten ein goldener Dreiberg in Grün.“
Der goldene Dreiberg symbolisiert den Ortsnamen (redendes Wappen), das Schachbrettmuster erinnert an die frühere Zugehörigkeit zur Hinteren Grafschaft Sponheim. Das Wappen wurde 1963 vom rheinland-pfälzischen Innenministerium genehmigt.

## Wirtschaft und Infrastruktur
Im Westen verläuft die Bundesstraße 269 und im Süden die Bundesautobahn 62. In Neubrücke ist ein Bahnhof der Bahnstrecke Bingen–Saarbrücken.

## Personen
- Otto Dreyer (1903–1986), Politiker (NSDAP)
- Walter Beyer (1920–2012), Volkswirt, Beamter und Kommunalpolitiker (SPD)